# Pojas nevinosti
Pojas nevinosti ili pojas čistoće predmet je za sprječavanje spolnog odnosa i masturbacije. Kroz povijest su bili predviđeni osobito za očuvanje tzv. spolne čistoće žena, da bi štitili od silovanja i odvraćanja žena i njihovih partnera od seksualne nevjere. 
Pojas je zatvarala malena ključanica. Ključ je primjerice imao muž. 
Pojasevi nevinosti su se u Europi počeli rabiti tijekom renesanse, a osobito su se proširili u 19. stoljeću, prvenstveno zbog onemogućivanja masturbacije. Tijekom 18. i prvi dio 19. stoljeća, zapadnoeuropska medicina masturbaciju je smatrala iznimno štetnom zbog navodne opasnosti za brojne mentalne poremećaje. 
U manjem opsegu pojasevi čistoće nose se i danas. Glavna im je moderna primjena u svrhe sado-mazo seksa i fetiša.

## Vanjske poveznice
- Intimededicine  Arhivirana inačica izvorne stranice od 31. siječnja 2016. (Wayback Machine)